# فنون الأدب والطرب عند قبائل النقب
فنون الأدب والطرب عند قبائل النقب، كتاب من تأليف عبدالكريم عيد الحشاش، وهو بحث ميداني يتناول الشعر والفنون الشعبية في منطقة النقب وامتداداتها في سيناء وجنوب الأردن في علاقتها مع حياة السكان اليومية منذ مطلع القرن العشرين إلى عقد الثمانين منه.

## لمحة
يعرض الكتاب أنماط الحياة الاجتماعية وتكيف أهل النقب مع بيئتهم، ويورد نماذج طريفة للبدع والرزع والمشرقية وهي فنون تؤدى من قبل الرجال والشبان في الدحية والسامر مترافقة مع التصفيق ورقصة الحاشي، وهي تروّح عن البدو وتخفف عنهم عناء شظف العيش، وتمتص الشحنات السلبية الكامنة، فالحياة الجدية الصارمة تحتاج من وقت لآخر ترفيها وتسلية للنفس، وهذه الدحية والسامر والأشعار التي تنشد فيها تشبه إلى حدّ كبير المسرح في المدينة، ويحق للمرء أن يكون لاعباً أو متفرّجاً متى شاء، وتقام هذه المشاهد في الليالي المقبرة أو المضاءة في مناسبات الأعياد والأعراس والختان، ووجود الراقصة التي تخطر بالسيف أو العصا أمام اللاعبين يثير فيهم النشاط والاستمرار في اللعب وعدم التراخي حتّى الهزيع الأخير من الليل.
ويصف الكتاب مشاهد اللعب، وتصنيف الأشعار وشرح مفرداتها وأوزانها، والمناسبات التي تقال فيها، وأنها تقال مباشرة، أذ يبتدعها المغني في حينه، وفيها من المساجلات التي تعقد بين شاعرين، وجمهور المصفقين يردد لازمة بعينها، ورغم أنّ هذه الصحراء تعدّ قاحلة مقارنة بغيرها من البلاد، إلاّ أنّ الإبداع الأدبي عند ساكنيها يفوق إنتاج كثير من المناطق بما فيه من وصف دقيق وخيال جامح، وتعتبر مرجعاً للدارسين والباحثين في المأثورات الشعبية والعادات والتقاليد.

## اقتباسات
- فمن البدع قول أحدهم نادباً حظه العاثر:

أنا وإياك يا غيثــة والمولى كاتب شقانا
وردنا ع البير الطويل دلّينا ما طال رشانا

يا دمع عيني تبعثـر لمّـا روّحنا بظمان
- من الرزع:

بلاد جاها المطر وبلاد ما جاها وبلاد جاها كحيل العين وأرواها
وأيضا
مثل الحوار الموالف واندحر مشوار يذكر عليه اللبن لن شاف زول أبكار

## الإصدار
المطبعة العلمية، دمشق عام 1986، وهو من القطع الكبير، وعدد صفحاته 168 صفحة
دار المقتبس، دمشق، بيروت 2016، ISBN 9789933565145